# قطعنامه ۱۴۰۹ شورای امنیت
قطعنامه ۱۴۰۹ شورای امنیت سازمان ملل متحد که در تاریخ ۱۴ مه ۲۰۰۲ تصویب شد، سندی بین‌المللی دربارهٔ بررسی وضعیت میان عراق و کویت است. این قطعنامه طی نشست ۴۵۳۱ام با ۱۵ رای موافق، ۰ مخالف و ۰ ممتنع تصویب شد.